# Platygaster dentata
Platygaster dentata är en stekelart som beskrevs av Peter Neerup Buhl 2001. Platygaster dentata ingår i släktet Platygaster och familjen gallmyggesteklar. Inga underarter finns listade i Catalogue of Life.